# Hélder Martins de Carvalho
Hélder Martins de Carvalho (Luanda, 1977. január 1. –) angolai nemzetközi labdarúgó-játékvezető.

## Pályafutása

### Nemzetközi játékvezetés
Az Angolai labdarúgó-szövetség Játékvezető Bizottsága (JB) 2008-ban terjesztette fel nemzetközi játékvezetőnek, a Nemzetközi Labdarúgó-szövetség (FIFA) bíróinak keretébe. Több válogatott és nemzetközi klubmérkőzést vezetett.

#### Világbajnokság
A világbajnoki döntőhöz vezető úton Dél-Afrikába a XIX., a 2010-es labdarúgó-világbajnokságra a FIFA JB bíróként alkalmazta.
| Időpont             | Helyszín                     | Mérkőzés típusa            | Mérkőzés          | Eredmény |
| ------------------- | ---------------------------- | -------------------------- | ----------------- | -------- |
| 2008. június 8.     | Központi Stadion, Port Louis | előselejtező (1. csoport)  | Mauritius–Kamerun | 0 : 3    |
| 2008. szeptember 5. | Nemzeti Stadion, Dzsibuti    | előselejtező (12. csoport) | Dzsibuti–Malawi   | 0 : 3    |

2011-ben Mexikóban rendezték az U17-es labdarúgó-világbajnokságot, ahol a FIFA JB bíróként foglalkoztatta.
| Időpont          | Helyszín                         | Mérkőzés típusa        | Mérkőzés              | Eredmény | Nézők száma |
| ---------------- | -------------------------------- | ---------------------- | --------------------- | -------- | ----------- |
| 2011. június 19. | Corona Stadion, Torreón          | selejtező (D. csoport) | Üzbegisztán–Új-Zéland | 1 : 4    | 7 561       |
| 2011. június 24. | Universitario Stadion, Monterrey | selejtező (B. csoport) | Franciaország–Jamaica | 1 : 1    | 7 566       |

#### Afrikai Nemzetek Kupája
Angola rendezte a 27., a 2010-es afrikai nemzetek kupája nemzetközi labdarúgó torna végső találkozóit, ahol a CAF JB hivatalnoki feladatokkal látta el.
| Időpont          | Helyszín                       | Mérkőzés típusa        | Mérkőzés      | Eredmény | Nézők száma |
| ---------------- | ------------------------------ | ---------------------- | ------------- | -------- | ----------- |
| 2010. január 16. | Sr. da Graça Stadion, Benguela | selejtező (C. csoport) | Nigéria–Benin | 1 : 0    | 8 000       |

#### COSAFA Kupa
2009-ben Zimbabwében rendezték az U20-as ifjúsági labdarúgó-Afrika-kupa döntőjét, ahol a CAF JB játékvezetőként alkalmazta.
| Időpont           | Helyszín                        | Mérkőzés típusa        | Mérkőzés                      | Eredmény | Nézők száma |
| ----------------- | ------------------------------- | ---------------------- | ----------------------------- | -------- | ----------- |
| 2009. október 18. | Barbourfields Stadion, Bulawayo | selejtező (B. csoport) | Szváziföld–Seychelle-szigetek | 2 : 1    |             |
| 2009. október 22. | Barbourfields Stadion, Bulawayo | selejtező (B. csoport) | Szváziföld–Comore-szigetek    | 3 : 0    |             |
| 2009. október 26. | Barbourfields Stadion, Bulawayo | egyik negyeddöntő      | Zimbabwe–Botswana             | 1 : 0    |             |
| 2009. november 1. | Rufaro Stadion, Harare          | döntő                  | Zimbabwe–Zambia               | 2 : 1    | 35 000      |